# Jelena Gennadjewna Matijewskaja
Jelena Gennadjewna Matijewskaja, ab 1982 Jelena Gennadjewna Bratischko (russisch Елена Геннадьевна Матиевская-Братишко; * 8. März 1961 in Minsk) ist eine ehemalige sowjetische Ruderin.

## Sportliche Karriere
Die 1,68 m große Jelena Matijewskaja von Dynamo Leningrad belegte bei den Junioren-Weltmeisterschaften 1979 den zweiten Platz im Einer. Bei den Olympischen Spielen 1980 trat sie zusammen mit Antonina Pustowit, Olga Wassiltschenko, Nadeschda Ljubimowa und Steuerfrau Nina Tscheremissina im Doppelvierer an und gewann die Silbermedaille hinter dem Boot aus der DDR.
Als Jelena Bratischko gewann sie 1982 bei den Weltmeisterschaften in Luzern zusammen mit Antonina Machina im Doppelzweier den Weltmeistertitel vor dem Zweier aus der DDR und den Kanadierinnen. 1983 in Duisburg siegte der Doppelzweier aus der DDR mit Martina Schröter und Jutta Schenk vor Jelena Bratischko und Antonina Machina. An den Olympischen Sommerspielen 1984 konnten die Boote aus dem Ostblock wegen des Olympiaboykotts nicht teilnehmen. Nach ihrer Heirat ruderte Antonina Machina ab 1985 als Antonina Dumtschewa. Bei den Weltmeisterschaften in Hazewinkel bildeten Antonina Dumtschewa, Natalia Grigorjewa, Jelena Chlopzewa und Jelena Bratischko einen Doppelvierer, der die Silbermedaille hinter dem Boot aus der DDR gewann.